# Aendijcke
Aendijcke was een dorp in Zeeuws-Vlaanderen, behorende tot de heerlijkheid Zaamslag.

## Aanzien
Aendijke stond met Othene onder de Ambachtsheerlijkheid Zaamslag, die vanaf de 13e eeuw 'het Eiland van Zaamslag' bestuurde.
Aendijcke leek in veel opzichten op Zaamslag. Het had ook een plein, zij het wat ronder dan het Zaamslagse Plein, gesitueerd rondom de kerk. De huizen waren vooral boerderijen en ambachtshuisjes. Verder had het dorp een vliedberg.
Het dorp was een typisch middeleeuws Vlaams dorp. Het pleintje was ronder dan het plein dat Zaamslag bezat, het was misschien ook wel een ringdorp (maar was nooit een ring-burg). De kerk was een kruiskerk die vergelijkbaar was met die van Zaamslag. In de 19e eeuw zijn de resten van de kerk aangetroffen en grafzerken. J. van der Baan schrijft in 1859: De gemeente van Aandijk was in het bezit van een oud kerkgebouw, hetwelk, uit de fondamenten op te maken, eene aanzienlijke ruimte moet beslagen hebben, gelijk bij opgravingen, zoowel in deze als in de vorige eeuw, - niet in den tegenwoordigen Aandijkepolder, maar even daar buiten, in den aanpalenden Groote-Huyssenspolder, - overtuigend gebleken is, en bij welke gelegenheden zelfs het kerkhof met verscheidene doodskisten, meerendeels van eene ongewone lengte, voor den dag zijn gekomen.
Het dorpje verdween in de golven bij de inundatie van 1586, en is in tegenstelling tot Othene en Zaamslag nooit meer herbouwd.

## De plaatsnaam
De naam Aandijke, Aendijcke, Andijck is afkomstig van een samenstelling van Aan-den-dijk (adendijke) en is verbasterd tot Aendijcke.